# Laroya
Laroya er en by og kommune i det sydøstlige Spanien i provinsen Almería. Den har et indbyggertal på 209 (2024) indbyggere.